# حروب ساكورا: أزهار الكرز المتفتحة الرائعة
حروب ساكورا: أزهار الكرز المتفتحة الرائعة (باليابانية: サクラ大戦 ～桜華絢爛～، بالروماجي: Sakura Taisen: Ōka Kenran) (بالإنجليزية: The Radiant Gorgeous Blooming Cherry Blossoms)‏ هي سلسلة أوفا أنمي يابانية مقتبسة من لعبة الفيديو حروب ساكورا ‏. الأوفا من إخراج تاكاكي إيشياما وتأليف هيرويوكي كاواساكي، ومن إنتاج استوديو راديكس، صدرت في 18 ديسمبر عام 1997 حتى 25 يوليو عام 1998، وتكونت من 4 حلقات.

## قائمة الحلقات
| العنوان | رقم الحلقة                                                                                         | تاريخ العرض    |
| ------- | -------------------------------------------------------------------------------------------------- | -------------- |
| 1       | تبدأ حروب الشياطين مرة أخرى (第一幕 華の都の花いくさ, Dai Ichi-maku: Hana no Miyako no Hanaikusa)  | 18 ديسمبر 1997 |
| 2       | هجوم روح أزهار الكرز (第二幕 桜の花に放てよ神剣, Dai Ni-maku: Sakura no Hana ni Hanate yo Shinken) | 25 فبراير 1998 |
| 3       | الربيع هو وقت المعارك الأولى (第三幕 春は弥生の初戦闘, Dai San-maku: Haru wa Yayoi no Hatsu Sentō) | 25 مايو 1998   |
| 4       | حلم ليلة منتصف الصيف (第四幕 真夏の夢の夜, Dai Shi-maku: Manatsu no Yume no Yoru)                  | 25 يونيو 1998  |

## وصلات خارجية
- حروب ساكورا: أزهار الكرز المتفتحة الرائعة على موقع Bandai Channel باللغة اليابانية
- حروب ساكورا: أزهار الكرز المتفتحة الرائعة على موقع IMDb (الإنجليزية)
- حروب ساكورا: أزهار الكرز المتفتحة الرائعة على موقع ANN anime (الإنجليزية)